# Saint-Laurent-de-Cuves

Saint-Laurent-de-Cuves este o comună în departamentul Manche, Franța. În 1 ianuarie 2022 avea o populație de 499 de locuitori.